# Вечкутов, Иван Гаврилович
Иван Гаврилович Вечкутов (28.08.1919 — 05.12.2001) — советский военный деятель, заместитель командующего войсками СКВО-начальник управления ГО. генерал-майор (1963).

## Биография

### Начальная биография
Родился 25 августа 1919 года Казахская ССР, Семипалатинская область, Ново-Шульбинский район, с. Новая Шульба
Выпускник Ново-Петергофского военно-политического училища НКВД им. К.Е.Ворошилова (1941), Военной академии им. М.В. Фрунзе (1948), Высших академических курсов при ВА им. М. В. Фрунзе (1957).
В РККА 18.08.1939.

### В Великую Отечественную войну
Участник Великой Отечественной войны. 
- Политрук роты заградительного батальона,
- командир заградительного батальона 243-й стрелковой дивизии на Калининском, Юго-Западном фронтах (07.1941-06.1943),
- начальник штаба 19-го стрелкового полка 90-й стрелковой дивизии 2-го Белорусского фронта.

### После войны
- Служил на штабных должностях в ПрикВО[1].
- Командир 85-го гвардейского механизированного полка 6-й механизированной дивизии (1954-1956, ГСВГ)[1].
- Начальник штаба 26-й гвардейской танковой дивизии (1957-1958, ГСВГ)[1].
- Заместитель командира 94-й гвардейской мотострелковой дивизии (1958-1961, ГСВГ)[1].
- 11.1975-01.1977 — полковник, генерал-майор командир 80-й Краснодарской Краснознамённой орденов Кутузова и Красной Звезды мотострелковой дивизии[1][3]. Начальник Майкопского гарнизона. СКВО. (Майкоп, Адыгейская АО, СССР). Избирался Членом Адыгейского обкома КПСС, депутатом Адыгейского областного совета и  Краснодарского краевого совета.

.
- Военный комиссар Краснодарского края (04.12.1964-30.08.1972);
- Заместитель командующего войсками СКВО по гражданской обороне (1972-1977).
- 7 декабря 1977 года уволен в запас[4].
- Проживал в г. Ростове-на-Дону[1].
- Умер 5 декабря 2001 года[1][5].

## Награды
- Орден Красного Знамени[7]
- Орден Красного Знамени
- Орден Суворова III степени[8]
- Орден Отечественной войны I степени(1985)[9]
- Орден Отечественной войны II степени[10]
- Орден Красной Звезды (1944)[11]
- Орден Красной Звезды
- Орден «За службу Родине в Вооруженных Силах СССР»  III степени
- Медаль «За оборону Ленинграда»
- Медаль «За боевые заслуги»[6]
- Медаль «В ознаменование 100-летия со дня рождения Владимира Ильича Ленина» (6 апреля 1970)
- Медаль «За победу над Германией в Великой Отечественной войне 1941—1945 гг.»[12]
- Медаль «За взятие Берлина» (9.5.1945)[13]
- Юбилейная медаль «Двадцать лет Победы в Великой Отечественной войне 1941—1945 гг.» (7 мая 1965[14])
- Юбилейная медаль «Тридцать лет Победы в Великой Отечественной войне 1941—1945 гг.»[15]
- Медаль «Сорок лет Победы в Великой Отечественной войне 1941—1945 гг.»[16]
- Медаль «Ветеран Вооружённых Сил СССР»
- Медаль «30 лет Советской Армии и Флота»[17]
- Юбилейная медаль «40 лет Вооружённых Сил СССР»[18]
- Юбилейная медаль «50 лет Вооружённых Сил СССР» (26 декабря 1967[19])
- Юбилейная медаль «60 лет Вооружённых Сил СССР» (28 января 1978[20])
- Юбилейная медаль «70 лет Вооружённых Сил СССР» (28 января 1988[21])
- Медаль «За безупречную службу» I степени
- Знак «Гвардия»
- Знак МО СССР «25 лет Победы в Великой Отечественной войне» (24 апреля 1970)

## Память
- Его имя увековечено в Главном Храме Вооружённых сил России, и навсегда запечатлено на мемориале «Дорога Памяти»[22].
- На могиле установлен надгробный памятник